# شریک تجاری
شریک تجاری، فرد ،افرادی یا سازمانهایی هستند که در اداره، مالکیت یا راه اندازی یک فعالیت تجارتی و بازرگانی نقش مهمی ایفا می‌کنند.برای مثال، کسب‌و‌کارهایی که با هم همکاری طولانی مدتی دارند، مثل شرکت تامین‌کننده مواد خام و شرکتی که وظیفه تبدیل آن مواد به محصول نهایی را بر عهده دارد نیز شریک تجاری محسوب می‌شوند.
شراکت تجاری نوعی ارتباط و اتحاد میان دو بنگاه (مثلاً دو شرکت) است. این رابطه ممکن است یک توافق قراردادی و انحصاری باشد. از طرف دیگر، ممکن است یک توافق بسیار سست باشد که عمدتاً برای تحت تأثیر قرار دادن مشتریان و رقبا طراحی شده باشد.
نقش هر یک از شرکای تجاری یک کسب‌و‌کار در پیشرفت و موفقیت آن در عرصه کار و بازرگانی بسیار حائز اهمیت است؛ صرف نظر از اندازه کسب وکار و ماهیت کالا یا محصولاتی که ارائه می‌دهد. انتخاب شریک در کسب‌و‌کار بسیار مهم و مستلزم دانش و اطلاعات است.

## معیارهای انتخاب شریک تجاری
در فرایند ایجاد و شکل دهی یک اتحاد راهبردی، تعیین شریک یا متحد تجاری مهم‌ترین گام است. دقت لازم در انتخاب شریک در ابتدای شراکت نقش بسزایی در بالا بردن احتمال موفقیت شراکت و اتحاد دارد.
مطالعه گسترده در زمینه علل موفقیت و شکست اتحادها نشان داد که وجود ۴ ویژگی مهم ذیل در شرکای بازرگانی در ایجاد یک اتحاد موفق مؤثر است.
1. شایستگی‌ها و قابلیتهای مناسب
2. سازگاری فرهنگ‌ها و وجود روحیه همکاری
3. راهبردها و اهداف سازگار
4. عوامل مساعد محیطی

## برقراری شراکت
یک شریک تجاری می‌تواند برای شرکت‌ها بسیار مهم باشد. با این حال، کسب و کارها نمی‌توانند شرکای بازرگانی خود را به سادگی انتخاب کنند. در بسیاری از موارد، شریک بالقوه ممکن است علاقه ای به ایجاد یک رابطه کاری نداشته باشد. مهم است که هر دو طرف قرارداد مکمل یکدیگر باشند و نقاط مشترکی داشته باشند، مثلاً در سبک مدیریت، طرز فکر و فناوری. به عنوان مثال، اگر سبک مدیریت بین شرکت‌ها بسیار متفاوت باشد، مشارکت می‌تواند مشکل‌ساز باشد.کسب‌و‌کارها و ایده‌های زیادی وجود داشته‌اند که به دلیل اختلاف شرکا با شکست روبه‌رو شده‌اند.
یک شریک تجاری ممکن است:
- یک تأمین کننده
- یک مشتری
- یک واسطه (مانند یک نماینده یا فروشنده)
- فروشنده مکمل (برای مثال، یک طرف سخت‌افزار را می‌فروشد، در حالی که دیگری نرم‌افزار را می‌فروشد)

## مدیریت روابط با شرکای تجاری
روابط مشترک با شرکای بازرگانی اغلب مستعد ناکارآمدی‌های خاصی است که با ناهماهنگی انگیزه‌ها یا تلاش‌های بین شرکا نشان داده می‌شود. بنابراین واحدهای تجاری از رویکردهای مختلفی برای مدیریت روابط بازرگانی و تسهیل همکاری و هماهنگی استفاده می‌کنند. دو سازوکار که اغلب مورد استفاده قرار می‌گیرند، قراردادهای قانونی و هنجارهای اجتماعی (به عنوان مثال، اعتماد، روابط قبلی، یا تداوم همکاری در آینده) هستند.